# Rhabdoblatta denticuligera
Rhabdoblatta denticuligera är en kackerlacksart som beskrevs av Anisyutkin 2000. Rhabdoblatta denticuligera ingår i släktet Rhabdoblatta och familjen jättekackerlackor. Inga underarter finns listade i Catalogue of Life.